# میدلفورک، شهرستان جفرسون، ایندیانا
میدلفورک (به انگلیسی: Middlefork) یک منطقهٔ مسکونی در ایالات متحده آمریکا است که در شهرستان جفرسون، ایندیانا واقع شده‌است. میدلفورک ۲۳۵٫۹۲ متر بالاتر از سطح دریا واقع شده‌است.